# Christian Thomsen (Physiker)

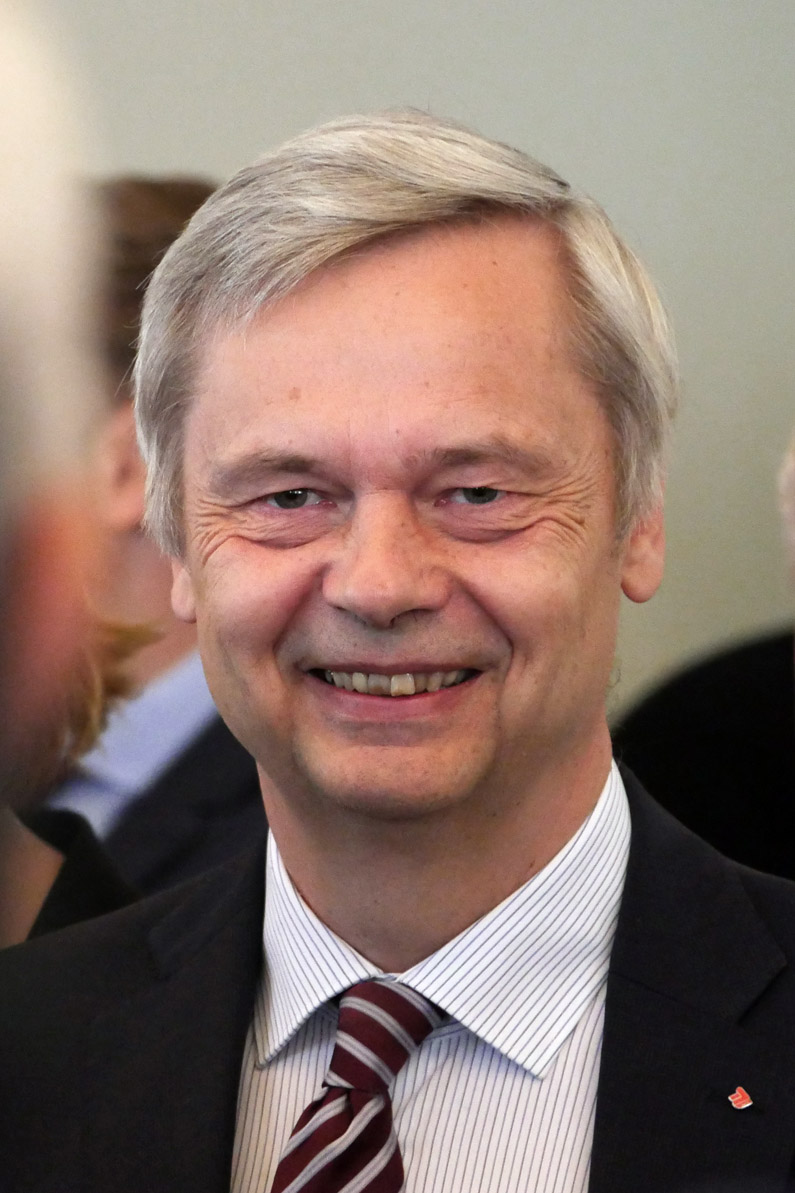
Christian Thomsen (April 2017)

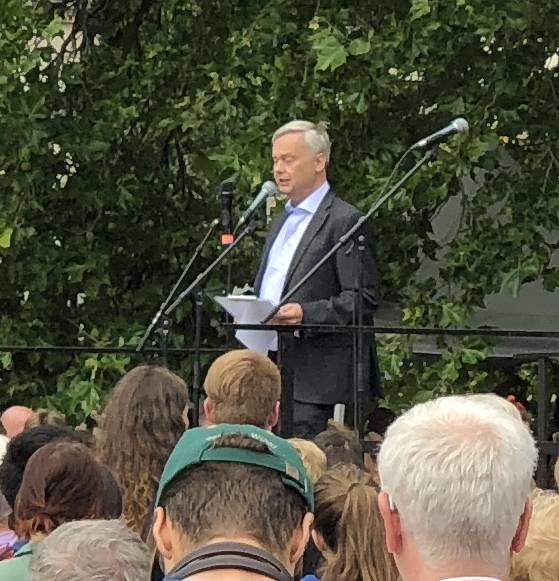
Thomsen als Redner bei Fridays for Future am 19. Juli 2019 im Invalidenpark

Christian Thomsen (* 22. Juli 1959 in Bern) ist ein deutscher Physiker, Professor und war vom 1. April 2014 bis 31. März 2022 Präsident der Technischen Universität Berlin.

## Leben
Thomsen absolvierte von 1978 bis 1979 ein Studium generale am Leibniz Kolleg in Tübingen, studierte anschließend an der Eberhard Karls Universität Tübingen, wo er 1981 das Vordiplom ablegte, sowie danach an der Brown University in Providence, Rhode Island, wo er 1984 einen M.Sc. in Elektrotechnik sowie 1985 einen M.Sc. in Physik erlangte und anschließend 1986 mit einem Ph.D. in Physik promovierte. Von 1986 bis 1987 war er Postdoc ebenda. Von 1987 bis 1994 forschte er am Max-Planck-Institut für Festkörperforschung in der Gruppe von Manuel Cardona.
1991 habilitierte er sich an der Technischen Universität München. Seit 1994 ist er Professor an der Technischen Universität Berlin am Institut für Festkörperphysik. Von 1997 bis 1999 war er Vizepräsident für Lehre und Studium. Von 2003 bis 2014 war er Dekan der Fakultät II – Mathematik und Naturwissenschaft. Am 8. Januar 2014 wurde er (mit Wirkung ab 1. April 2014) zum 9. Präsidenten der TU Berlin gewählt. 2022 trat er für eine dritte Amtszeit an, verlor jedoch am 19. Januar 2022 im ersten Wahlgang gegen seine Nachfolgerin Geraldine Rauch. Seit 2016 ist er Mitglied der Deutschen Akademie der Technikwissenschaften (acatech), seit 2020 stellvertretender Vorsitzender des Kuratoriums der Arthur Langerman Foundation an der TU Berlin.
1991 erhielt er den Walter-Schottky-Preis der Deutschen Physikalischen Gesellschaft.
Sein wissenschaftliches Werk ist mit einem h-Index von über 80 in mehr als 500 Publikationen und 70 eingeladenen Vorträgen an Universitäten und internationalen Konferenzen niedergelegt.

## Öffentliche Wahrnehmung
Als Präsident der TU Berlin solidarisierte sich Christian Thomsen mehrfach öffentlich mit den Forderungen von Fridays for Future und Scientists for Future:

„Die Fridays for Future-Bewegung ist richtig, sie ist wichtig, sie ist für unsere Zukunft bedeutend. [...] Viele Studierende und Wissenschaftler*innen engagieren sich, und die Universitätsleitung der TU Berlin schließt sich den Forderungen der Fridays for Future-Bewegung an. [...] Wissenschaft, Politik, Wirtschaft und Zivilgesellschaft müssen jetzt gemeinsam handeln.“

Er forderte eine aktive Rolle der Wissenschaft bei der Vermittlung ihrer Forschungsergebnisse, gesteigerten transdisziplinären Diskurs und Eigeninitiative bei den Forschenden.
Als Autor verfasste er Lehrbücher der Reihe Für Dummies, die den Einstieg in vorrangig technische Themen erleichtern soll.

## Werke (Auswahl)
- (mit Hans-Eckhardt Gumlich) Ein Jahr für die Physik : Newton, Feynman und andere. 2. Auflage. Berlin 1998, ISBN 3-928943-94-4
- Physik für Ingenieure für Dummies. Weinheim 2011, ISBN 978-3-527-70622-8
- Thermodynamik-Formeln für Dummies. Weinheim 2014, ISBN 978-3-527-70992-2